# 22º Gruppo radar
Il 22º Gruppo radar dell'Aeronautica Militare (22° Gr.R.A.M., callsign: Barca, ICAO: LIRO) è un ente dell'Aeronautica Militare, situato a Licola (NA) nel comune di Giugliano in Campania, che opera con compiti di sorveglianza dello spazio aereo di pertinenza attraverso la scoperta, l'inizializzazione, l'identificazione e il tracciamento dei vettori aerei.
Tale compito è espletato con l'ausilio dei moderni apparati di cui la sala operativa è dotata, che consentono anche lo scambio dati con velivoli AWACS e con i siti della difesa aerea limitrofi e sovraordinati (11º Gruppo DAMI, IT-Air Operation Center il e Combined Air Operations Centre Torrejon della NATO).
Ulteriore compito è rappresentato dall'esercizio della funzione, comune per tutti i Gruppi radar dell'Aeronautica, di controllo tattico dei sistemi d'arma, ossia i velivoli dell'Alleanza in allerta, le missioni di volo addestrative e il contrasto alla minaccia aerea terroristica.
La stazione è dotata di impianti FADR (Fixed Air Defense Radar) AN/FPS-117 di Lockheed.

## Storia
Nel gennaio 1953 i vertici dell'Aeronautica Militare individuarono l'esigenza di costituire un Control and Reporting Post per la gestione del traffico aereo civile e militare del centro Italia. Al termine di uno studio durato alcuni mesi, furono installati nell'aeroporto di Capodichino due apparati radar mobili - uno del tipo AN/TPS 1E per l'avvistamento ed uno del tipo AN/TPS 10D per il rilevamento della quota - nel maggio del 1953.
Nel 1955 si valutò l'ipotesi di collocare in un'altra sede il posto di rilevamento e, nel dicembre di quell'anno, l'unità venne trasferita nell'attuale sito di Licola. Nacque quindi quello che oggi è il 22° Gr.R.A.M. (nominativo radio "BARCA") quale posto di riporto con compiti limitati e operante in modalità "fonetico-manuale" fino al 1968.
Dal luglio 1972 al sito vennero attribuite ulteriori funzioni, in particolare l'autonomia decisionale e la trasformazione in Master Direction Center,  alle dipendenze operative del 3° Sector Operation Centre di Martina Franca (TA). Inoltre, venne assegnato al 22º Gruppo il controllo operativo del Reporting Post di Pescara.
Con gli anni '70 iniziò una profonda trasformazione e ristrutturazione del sistema di Difesa Aerea per un adeguamento commisurato al progredire del mezzo aereo. Pertanto, nel 1983, con l'avvio dei lavori di ingegneria civile relativi alla costruzione dei manufatti semi-induriti, ebbe inizio la fase di transizione dalla vecchia configurazione fonetico-manuale a quella semi-automatizzata NADGE (Nato Air Defence Ground Environment, ambiente di difesa aerea NATO basato a terra), conclusasi nel dicembre 1984.
Successivamente, dal 10 aprile 1985, il Sito passò dalla configurazione NADGE/CRC a quella definitiva di CRC/FNS (Full NAEGIS Site). Grazie a questa configurazione la stazione acquisì la capacità di scambiare informazioni con i velivoli AWACS operanti nel teatro del mar Mediterraneo.
Nel 1995 il Sito fu oggetto di ulteriore ammodernamento con l'installazione della Radar Integration System (RIS), che consente di gestire dalla locale sala operativa fino a otto testate radar dislocate sul territorio nazionale.
Nel 2010 il 22º Gruppo radar avvia un ulteriore programma di ammodernamento attraverso il sistema RIS 2, capace di integrare fino a 24 testate radar remote in un'unica sala operativa.
Oggi il 22º Gruppo radar è l'unico ente di difesa aerea pienamente presidiato, a controllo del traffico aereo nazionale militare e civile, controllando elettronicamente assieme all'11º Gruppo DAMI di Poggio Renatico (FE) 13 installazioni radar remotizzate.

## Equipaggiamenti
- dal giugno 1953, radar di ricerca mobile AN/TPS-1E e radar quotametro mobile AN/TPS-10D;
- dal dicembre 1984, radar 2D Selenia Argos 10;
- dalla fine degli anni '70, radar quotametro Marconi S-269;
- dal 10/4/1985, Full NAEGIS Site;
- dal 1995, attivazione RIS (Radar Integration System), che consente di controllare e gestire fino a 8 testate remote contemporaneamente;
- dal 1995, radar 3D Long Range AN/FPS-117;
- dal 2010, attivazione sistema RIS 2 (consente di gestire fino a 24 testate remote).